# Étienne Marcel (metropolitana di Parigi)
Étienne Marcel è una stazione della linea 4 della metropolitana di Parigi.

## La stazione

### Origine del nome
Il nome della stazione è stato mutuato dalla rue Étienne-Marcel, che rende omaggio a Étienne Marcel, uomo politico francese nato intorno al 1315 e morto a Parigi nel 1358, che ebbe un ruolo importante negli Stati generali del 1355 - 1357.

### Storia
La stazione venne aperta il 21 aprile 1908.

## Accessi
- 14, rue Turbigo

## Interconnessioni
- Bus RATP - 29